# Prsa (plavání)

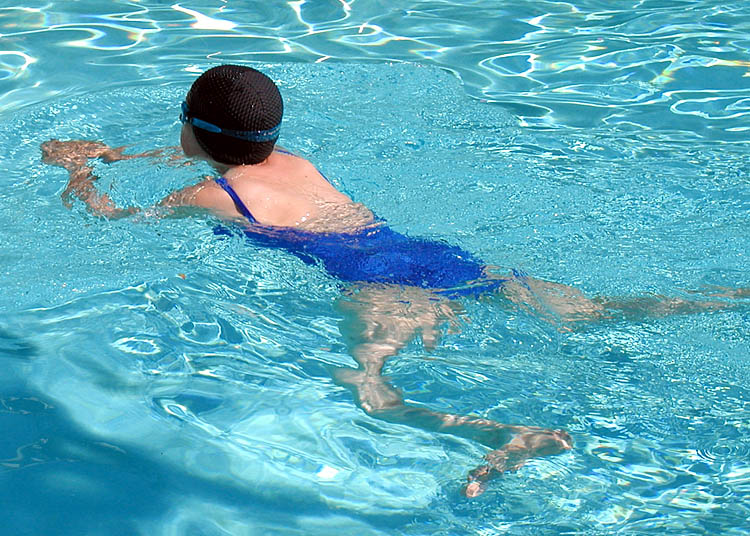
Plavecký způsob prsa

Prsa jsou v plavání jedna z plaveckých technik. Má nejmenší účinnost co se týče rychlosti. Při tomto způsobu vzniká příliš velké tření, jelikož pohyb je prováděn ve velké vzdálenosti od těla. Okamžitá rychlost kolísá od 0 do 3,2 m/s v důsledku současných pohybů nohou i paží. Nejrychlejší plavci tohoto stylu dosahují průměrné rychlosti zhruba 1,7 m/s. Plavecký způsob prsa je nejběžnější způsob plavání u nezávodních plavců, protože jde o styl z laického pohledu nejjednodušší. Rekreační plavci však většinou plavou tento styl nesprávně, protože při něm zaklánějí hlavu, čímž dochází k velkému zatížení krční páteře a možným následným bolestem krku. V poslední době doznal způsob plavání prsou značných změn, i proto také dochází u tohoto stylu k nejrychlejšímu překonávání rekordů. Závodní plavci využívají tzv. „prsařského skluzu“ (splývání), kdy plavec při záběru rukou vyskočí z vody právě až po prsa a při vklouznutí do vody kopne nohama. Při tomto výskoku se většinou vyhazují ruce z vody pro rychlejší přechod do dalšího tempa. Na plaveckých závodech se při tomto stylu skáče šipka a obrátka se provádí tak, že se plavec dotkne současně oběma rukama stěny, otočí se a nohama se odrazí. Prsové disciplíny jsou 50 prsa, 100 prsa a 200 prsa, přičemž 50 a 100 prsa jsou sprint a 200 prsa je spíše vytrvalost.

## Technika prsou
Je to jedna z nejnáročnějších plaveckých technik.
Technika se skládá ze záběru rukou, kopu nohou a následného splývání v optimální poloze, kdy jsou ruce a nohy zcela propnuty.
Nejdříve zabírají ruce, které zabírají od hladiny vody směrem k hrudníku. Ruce tedy celé tělo vynesou z vody až po prsa (zde vznik názvu pro tento styl), ve stejném okamžiku se nohy přitahují k tělu a připravují se ke kopnutí. Následně jdou současně ruce dopředu přes vodu a nohy provádějí kop. Po provedení těchto pohybů by se tělo mělo dostat zpět do optimální rovné linie (splývaní – „stream line“ základní výchozí bod), kde bude využívat minimálního odporu (minimální spotřeba energie) a nejvyšší rychlosti plavání.